# Gas-s-s-s
Gas-s-s-s is een Amerikaanse sciencefictionfilm uit 1970 onder regie van Roger Corman. 

## Verhaal
Een giftig gas doodt iedereen op aarde die ouder is dan 25. Wanneer de 25e verjaardag van Coel en zijn vriendin Cilla naderbij komt, willen ze hun noodlot ontlopen door weg te vluchten.

## Rolverdeling
| Acteur            | Personage  |
| ----------------- | ---------- |
| Bob Corff         | Coel       |
| Elaine Giftos     | Cilla      |
| Bud Cort          | Hooper     |
| Talia Shire       | Coralee    |
| Ben Vereen        | Carlos     |
| Cindy Williams    | Marissa    |
| Alex Wilson       | Jason      |
| Lou Procopio      | McLuhan    |
| Phil Borneo       | Quant      |
| Alan Braunstein   | Dr. Drake  |
| Jackie Farley     | Ginny      |
| David Osterhout   | Sheriff    |
| Juretta Taylor    | Zoe        |
| Michael D. Castle | Burroughs  |
| Alan DeWitt       | Dr. Murder |